# 通商破壊
通商破壊（つうしょうはかい）とは戦時に、通商物資や人を乗せた商船を攻撃することによって、海運による物資の輸送を妨害することである。

## 概要
19世紀まではフリゲート、20世紀からは巡洋艦が行うようになったが、第一次世界大戦では潜水艦により行なわれたものが有名になった。第二次世界大戦では軍用機でも行うようになった。なお、通商破壊に対する護衛・防御のことを通商護衛（つうしょうごえい）と呼び、通商破壊に対抗するために生み出された戦法が護送船団である。

## 通商破壊の目的
交戦相手国の物資の輸送が主に海運による場合において取られる手段であり、古来から行われてきた。食料や産業活動に必要な原材料の輸送を海運に依存する国家にとって、海運による通商活動の停止は、産業活動の崩壊・国家の崩壊に結びつくため、そのような国家に対する作戦行動として非常に有効となる。
また通商破壊作戦は、対戦国よりも相対的に弱小な海軍を保有する場合にもゲリラ的に実施できるため、劣勢海軍の主軸戦術として実施される。現代の通商破壊の主力兵器は、潜水艦、航空機、機雷、武装小艇、自爆ボートなどである。
これに対して、海運が重要な国家において海軍に求められることはシーレーン（海上通商路）の維持・防衛となる。その方策としては、通商物資を搭載した商船に船団を組ませ、それを軍艦などで護衛する護送船団や、通商破壊を行う敵部隊・根拠地を直接攻撃する方法の二つがある。しかし、このシーレーンの維持・防衛は、戦時においては現地主義の弊害から、後方支援として重要度が低くされる傾向にあり、優秀な指揮官があたることは少ない。また、兵士も戦闘員ではなく輸送員と化してしまうことにより士気が低下することもあり、成功させることは困難である。通商破壊を実施する側はゲリラ的な作戦を実施できるのに対し、防衛には各艦船・兵力の連携や情報の更新、護衛と同時に撃退を行うなど、非常に多くの戦力が必要となるためである。

## 通商破壊の効果
商船を拿捕し、また沈めてしまえばその国家の海運から直接その船の分の輸送力を永続的に奪うことになるが、間接的にも大きい効果を及ぼすことができる。すなわち、ある航路が安全でないとなれば、低速の単独船は出発港に引き返すか最寄りの港に避難してしまうため、長期にわたってその航路の効率を落とすことになる。また通商護衛のために船団方式を採用すれば、護衛がつくことにより船舶そのものの被害は減少するが、出港の準備が早く整った船も最後の船の準備ができるまで港内で待たざるを得ない。
少数の通商破壊艦でもその出現によって多大な影響を与えることができる。それを排除するために相手国の海軍では船団護衛のみならず、通商破壊艦を積極的に索敵撃滅するために大兵力を投入することがある。

## 歴史
近代以前では地中海におけるオスマン帝国とヴェネツィア共和国の抗争、大航海時代におけるスペインの輸送船団に対するイングランドの私掠船の攻撃などが著名な通商破壊戦として上げられる。また後にオランダを建国することになる16世紀のスペイン領ネーデルラントの反乱軍は、一時期「海乞食（ゼーゴイセン）」を自称する通商破壊船団が部隊の中核であった。
20世紀においては、第一次世界大戦においてドイツ帝国がイギリスに対して、第二次世界大戦においてはドイツと大日本帝国がイギリス帝国とアメリカ合衆国に対して、アメリカ合衆国が大日本帝国（日本）に対して行った。
2度の世界大戦を通じて、イギリス海軍はアメリカ海軍の援助を受けながらも、シーレーン防衛には最大限の努力を払った。これは宿敵であるドイツ海軍の作戦行動能力が、イギリスに対して低かったことを考慮したとしても非常に大きなものであった。
それに対し、第二次世界大戦における日本海軍は、緒戦でその占領範囲を広範囲に広げたことや、海軍自体が艦隊決戦のためのものだったこともあり、シーレーン防衛を顧ることがなかった。その上、インド洋以外では同盟国の協力が無かったことから、大戦末期の1944年末以降は、アメリカ海軍とイギリス海軍により、日本本土と占領地そして資源産出地とを結ぶシーレーンは戦況が悪化するごとに寸断され、補給も資源の輸送もままならない状況となり、終戦時には石油を始めとする各種物資の欠乏に陥り、産業活動がほぼ停止するに至った。

### 日露戦争
日露戦争ではウラジオストックを基地としたロシア海軍部隊（ウラジオストク巡洋艦隊）が常陸丸事件など日本近海の通商破壊作戦を行なった。日本海軍は蔚山沖海戦でこの部隊を捕捉、撃滅した。

### 第一次世界大戦
第一次世界大戦では、主に大西洋・地中海・北海において、ドイツが連合国（主にイギリス）に対して通商破壊作戦を行った。
大西洋・地中海・北海においては、主に潜水艦（Uボート）による通商破壊戦が行われた。太平洋・インド洋方面においては、軽巡洋艦エムデンによる通商破壊戦が有名である。それら以外では南大西洋を中心に活動した帆船ゼーアドラーが知られている。

### 第二次世界大戦
第二次世界大戦では、主に大西洋や地中海、カリブ海や北海において、ドイツが連合国（主にイギリスとアメリカ）に対して通商破壊作戦を行った。また、日本も連合国に対し、アメリカ本土沿岸やインド洋、南太平洋で通商破壊作戦を行った。アメリカも太平洋や南シナ海、東シナ海において日本に対して通商破壊作戦を行った。

#### ドイツ
主に群狼作戦などの潜水艦による通商破壊戦を行った。このほか、ポケット戦艦、仮装巡洋艦、航空機でも積極的に活動を行い、ポケット戦艦「アドミラル・シェーア」、仮装巡洋艦「コメート」など優秀な通商破壊艦を多く輩出した。その活動範囲は、北海・北大西洋を中心に、赤道以南の大西洋、地中海、カリブ海、インド洋、太平洋からアメリカ本土のセントローレンス川にまでおよんでいる。特に大西洋におけるものは大西洋の戦い(Battle of the Atlantic)と呼ばれた。

#### 日本
対英米戦開戦後の1941年12月から1942年秋にかけて、アメリカ本土西海岸のカリフォルニア州沿岸からカナダ、アラスカ州にかける広い範囲で巡潜乙型潜水艦により通商破壊作戦を行った（アメリカ本土攻撃）。また、通商破壊作戦に従事していた潜水艦の艦載機がオレゴン州を空襲した。しかし、艦数・航行距離の問題や日本海軍内の艦隊決戦主義思想の影響により、大規模に反復継続的なものとなりえなかった。
南遣艦隊や商船改造の特設巡洋艦、愛国丸・報国丸で構成された第24戦隊が1941年から1942年にかけて、インド洋でイギリスやオーストラリアの艦船に対して、通商破壊作戦を行った。

#### アメリカ
アメリカ軍は、特に戦争後半にあたる1943年3月以降において、日本に対し通商破壊作戦を行った。その主力となったものは、オーストラリアやハワイを基地とした潜水艦である。潜水艦3隻を一組とし、ウルフパックと名付け太平洋をはじめ、南シナ海、東シナ海、さらには日本海で作戦を行った。また、1944年には空母機動部隊の艦載機も南シナ海で作戦行動を行い、多数の商船を撃沈した。本来、軍備や軍需品輸送の有無を確認せず民間商船に対し臨検や投降の機会も与えることなく無警告攻撃することは国際法違反であるが、アメリカ政府は日本の宣戦布告無しでの真珠湾攻撃の報復としてこれを正当化した。
末期には「飢餓作戦」と命名された大規模な機雷投下作戦を、日本列島周辺で行った。ボーイングB-29爆撃機が、日本列島や朝鮮半島の港湾に機雷を投下し、艦船の運航を妨げた。ピーク時には潜水艦などの戦果を上回り、日本商船の月間喪失原因の過半数を占めた。